# Réserve biologique dirigée du Petit mont Blanc
La réserve biologique dirigée du Petit mont Blanc est une aire protégée de France ayant le statut de réserve biologique dirigée. Elle se trouve dans le centre du massif de la Vanoise, sur le versant oriental du Petit mont Blanc, du roc du Mône et du roc de la Pêche, en rive gauche du Doron de Chavière. Elle mesure 396,16 hectares de superficie sur la commune de Pralognan-la-Vanoise en Savoie.